# Lussemburgo ai Giochi della XXVIII Olimpiade
Il Lussemburgo partecipò ai Giochi della XXVIII Olimpiade, svoltisi ad Atene, Grecia, dal 13 al 29 agosto 2004, con una delegazione di 10 atleti impegnati in sei discipline.

## Delegazione
| Sport            | Uomini | Donne | Totale |
| ---------------- | ------ | ----- | ------ |
| Atletica leggera | 1      | -     | 1      |
| Ciclismo         | 3      | -     | 3      |
| Nuoto            | 1      | 1     | 2      |
| Tennis           | -      | 2     | 2      |
| Tiro con l'arco  | 1      | -     | 1      |
| Triathlon        | -      | 1     | 1      |
| Totale           | 6      | 4     | 10     |

## Risultati

### Atletica leggera
| Q | Qualificato al turno successivo per la Classifica in qualificazione                                                          |
| q | Qualificato per il turno successivo per ripescaggio o, negli eventi su campo, conquistando la misura minima per qualificarsi |

Maschile
Eventi su pista e strada
| Atleta       | Evento      | Batteria  | Batteria   | Semifinale      | Semifinale      | Finale          | Finale          |
| Atleta       | Evento      | Risultato | Classifica | Risultato       | Classifica      | Risultato       | Classifica      |
| ------------ | ----------- | --------- | ---------- | --------------- | --------------- | --------------- | --------------- |
| David Fiegen | 800 m piani | 1'46"97   | 5º         | non qualificato | non qualificato | non qualificato | non qualificato |

### Ciclismo

#### Ciclismo su strada
Maschile
| Atleta         | Evento         | Tempo    | Classifica |
| -------------- | -------------- | -------- | ---------- |
| Benoît Joachim | Corsa in linea | 5h44'13" | 45º        |
| Benoît Joachim | Cronometro     | 1h01'50" | 26º        |
| Kim Kirchen    | Corsa in linea | 5h41'56" | 6º         |
| Fränk Schleck  | Corsa in linea | 5h41'56" | 16º        |

### Nuoto
Maschile
| Atleta         | Evento     | Batteria  | Batteria   | Semifinale      | Semifinale      | Finale          | Finale          |
| Atleta         | Evento     | Risultato | Classifica | Risultato       | Classifica      | Risultato       | Classifica      |
| -------------- | ---------- | --------- | ---------- | --------------- | --------------- | --------------- | --------------- |
| Alwin de Prins | 100 m rana | 1'03"32   | 27º        | non qualificato | non qualificato | non qualificato | non qualificato |

Femminile
| Atleta     | Evento             | Batteria  | Batteria   | Semifinale      | Semifinale      | Finale          | Finale          |
| Atleta     | Evento             | Risultato | Classifica | Risultato       | Classifica      | Risultato       | Classifica      |
| ---------- | ------------------ | --------- | ---------- | --------------- | --------------- | --------------- | --------------- |
| Lara Heinz | 50 m stile libero  | 26"35     | 30ª        | non qualificata | non qualificata | non qualificata | non qualificata |
| Lara Heinz | 100 m stile libero | 57"40     | 36ª        | non qualificata | non qualificata | non qualificata | non qualificata |

### Tennis
Femminile
| Atleta                      | Evento              | Trentaduesimi                   | Sedicesimi                                     | Ottavi di finale     | Quarti di finale     | Semifinali           | Finale / FB          | Finale / FB     |
| Atleta                      | Evento              | Avversaria Punteggio            | Avversaria Punteggio                           | Avversaria Punteggio | Avversaria Punteggio | Avversaria Punteggio | Avversaria Punteggio | Classifica      |
| --------------------------- | ------------------- | ------------------------------- | ---------------------------------------------- | -------------------- | -------------------- | -------------------- | -------------------- | --------------- |
| Anne Kremer                 | Singolare femminile | Vento-Kabchi (VEN) P (3–6, 4–6) | non qualificata                                | non qualificata      | non qualificata      | non qualificata      | non qualificata      | non qualificata |
| Claudine Schaul             | Singolare femminile | Hantuchová (SVK) P (1–6, 1–6)   | non qualificata                                | non qualificata      | non qualificata      | non qualificata      | non qualificata      | non qualificata |
| Anne Kremer Claudine Schaul | Doppio femminile    | N.D.                            | Castaño / Zuluaga (COL) P (6–7(7–9), 6–2, 7–9) | non qualificate      | non qualificate      | non qualificate      | non qualificate      | non qualificate |

### Tiro con l'arco
Maschile
| Atleta        | Evento               | Turno di qualificazione | Turno di qualificazione | Turno 1              | Turno 2              | Ottavi di finale     | Quarti di finale     | Semifinali           | Finale / FB          | Finale / FB     |
| Atleta        | Evento               | Punteggio               | Pos.                    | Avversario Punteggio | Avversario Punteggio | Avversario Punteggio | Avversario Punteggio | Avversario Punteggio | Avversario Punteggio | Posizione       |
| ------------- | -------------------- | ----------------------- | ----------------------- | -------------------- | -------------------- | -------------------- | -------------------- | -------------------- | -------------------- | --------------- |
| Jeff Henckles | Individuale maschile | 623                     | 55º                     | Chen Sy P 132–136    | Non qualificato      | Non qualificato      | Non qualificato      | Non qualificato      | Non qualificato      | Non qualificato |

### Triathlon
Femminile
| Atleta        | Evento                | Nuoto  | T1    | Ciclismo | T2    | Corsa  | Totale     | Classifica |
| ------------- | --------------------- | ------ | ----- | -------- | ----- | ------ | ---------- | ---------- |
| Elizabeth May | Individuale femminile | 19'43" | 0'19" | 1h10'26" | 0'22" | 37'39" | 2h08'29"22 | 17ª        |